# GROOVL1N
GROOVL1N CO., LTD.（韓語：(주)그루블린）是一間韓國藝人企劃和經紀公司，是由韓國男子團體VIXX的成員金元植於2019年6月27日所成立的嘻哈廠牌，其後再成立歌手廠牌THE L1VE LABEL CO., LTD.（韓語：주식회사 더 라이브 레이블）、工作室STUDIO GL1DE（韓語：스튜디오 글라이드）。

## 歷史
- 2019年5月24日，公布與Jellyfish娛樂合約到期不續約，但將會繼續參與VIXX的團體活動。離開後，建立嘻哈廠牌GROOVL1N。[2][3]

- 2021年7月20日，創立歌手廠牌THE L1VE，旗下第一位藝人為歌手Ailee，旗下第二位藝人為歌手輝人。[4][5]

- 其後，成立工作室STUDIO GL1DE。[6][7]

## GROOVL1N
- 代表：金元植、金智勳（김지훈）
- 內部董事：金赫（김혁）

### 旗下藝人
- 金元植
- Nafla
- JUSTHIS
- PRIMEKINGZ（프라임킹즈）：Trix（김태현）、Knucks（박찬규）、Door（오문식）、Counter（이민준）、Kyoyung Jr.（윤종필）
- SUEN（이가영）

### 過往藝人
- Chillin Homie（칠린호미）：（2019. 09. 20 ~ 2021. 03. 26）
- Cold Bay（콜드베이）：（2019. 06. 27 ~ 2022. 06. 20）
- Xydo （시도）：（2019.06.27 ~ 2024.05.09）

## THE L1VE
- 代表：金元植、金智勳（김지훈）
- 內部董事：金禮智（김예지）
- 藝人發展部理事：宋正恩（송정은）

### 旗下藝人
- 成韓彬（ZEROBASEONE）[8]
- WOOTAE
- TEAM BEBE（베베）：Bada Lee（이바다）、Lusher（이서영）、Kyma（박인혜）、Tatter（김태영 ）、Minah（이민아）、Cheche（정채연）、Sowoen（권소원）

### 過往藝人
- Ailee
- 輝人

## STUDIO GL1DE
- 代表：金元植、金智勳（김지훈）

### 旗下藝人
- WET BOY（양진범）
- 成韓彬（ZEROBASEONE）[9]

## 外部連結
- GROOVL1N官方網站 （页面存档备份，存于）
- THE L1VE官方網站